# Denny Dent
Dennis E. «Denny» Dent (5 de abril de 1948-29 de marzo de 2004) fue un pintor de velocidad estadounidense conocido por sus actuaciones, ya que pintaba grandes retratos de celebridades.

## Biografía
Dent nació en Oakland, California, en una familia de artistas y se graduó del Oakland High School. «Mi abuelo era ambidiestro», dijo, refiriéndose a la herencia genética en el uso de sus dos manos, «ebanista y artista. Mi madre era pintora y siempre me dijo que yo era artista. Esa es la herencia de la familia». Aunque nadie ha podido verificarlo, el abuelo de Dent insistió en que son descendientes directos de Tiziano, el maestro italiano del Renacimiento. Le dio crédito a su madre y al pintor de velocidad D. Westry por haber influido en su arte. Su estilo surgió después de que pintó un retrato espontáneo de John Lennon en una vigilia de 1980. Dent se casó con Ali Christina Flores.
Una actuación de Denny Dent, a la que se refirió como un «ataque artístico de dos puños», consistió en que él pintara rápidamente en un lienzo negro de 1,8 m de altura con varios pinceles en ambas manos, y también pintaba con sus manos desnudas, con un acompañamiento musical. En el transcurso de unas pocas canciones de pop/rock, completaba un retrato. Sus pinturas eran con mayor frecuencia de músicos, pero también incluían otros artistas, figuras del deporte y líderes políticos. Una de sus actuaciones más famosas fue en el concierto de Woodstock '94.
Dent también podía pintar con los pies, pero rara vez lo hacía en público. Dijo que rechazó la mención en Guinness World Records como el artista más rápido del mundo porque temía que la distinción pudiera restar valor a su mensaje inspirador sobre las gracias salvadoras del arte.
«Quiero perturbar el corazón de la nación», le dijo al expresidente Gerald Ford cuando lo pintó en ocho minutos en el Caesars Palace en Las Vegas, según un artículo del Rocky Mountain News en 1995. «Yo no tengo tiempo que perder».
Una pintura que Dent hizo de Albert Einstein cuelga en el edificio Lecture Halls en el campus del St. Louis Community College–Meramec.
Dent murió en Denver por complicaciones de un ataque cardíaco.

## En la cultura popular
En la serie del canal History Pawn Stars, la pintura verde de Jim Morrison de Dent aparece de manera prominente en una pared de la tienda. La tienda también tiene en exhibición las pinturas de Dent de Stevie Wonder y Jimi Hendrix, y en un episodio adquirió un retrato de John Lennon pintado por Dent.
En la serie infantil chilena 31 minutos aparece un personaje llamado Denis Danis, conocido como el pintor más rápido del mundo, en clara referencia a Denny Dent.